# 32-га дивізія протиповітряної оборони (РФ)
32-га дивізія ППО імені тричі Героя Радянського Союзу маршала авіації О. І. Покришкіна. — військове формування у складі 6-ї армії ВПС і ППО Повітряно-космічних сил Росії у складі Західного військового округу.
Управління та штаб дивізії розташовані у місті Ржев.

## Історія
Ржевська бригада ППО бере початок з утворення у серпні 1945 року Московського винищувального авіаційного корпусу.
У 2001 роки шляхом переформування 3-ї дивізії ППО (місто Ярославль) й скорочення 153-го ВАП (місто Моршанськ) й 786-го ВАП (місто Правдинск) й 564-го кадрированного ЗРП (Череповець), на базі управління 5-ї дивізії ППО (Ржев) сформовано управління 32-го корпусу протиповітряної оборони.
19 жовтня 2013 року Указом президента Російської Федерації № 785 бригаді було присвоєно почесне найменування «імені тричі Героя Радянського Союзу маршала авіації О. І. Покришкіна». 1 грудня 2014 року на підставі Указу президента РФ шоста бригада протиповітряної оборони імені тричі героя Радянського Союзу маршала авіації Олександра Покришкіна була переформована на 32-гу дивізію ППО імені тричі героя Радянського Союзу маршала авіації Олександра Івановича Покришкіна. 15 грудня 2014 року 32-га дивізія ППО, була передана до складу 1-го командування ВПС і ППО.
26 вересня 2015 року з нагоди 70-річчя 32-ї дивізії ППО під Ржевом пройшли урочистості, що супроводжувалися святковим парадом й виставкою військової техніки.

## Структура
- 42-й гвардійський Путіловсько-Кіровський зенітний ракетний полк — місто Валдай Новгородської області,
- 108-й Тульський зенітний ракетний полк — Вороніж,
- 335-й Червонопрапорний радіотехнічний полк — Ярославль,
- 336-й радіотехнічний полк — Орел,
- 337-й радіотехнічний полк — Ржев.

## Командири
6-ї бригади ПКО
- генерал-майор Ліпіхін, Андрій Володимирович[1] (2012—2014)

32-ї дивізії ППО
- генерал-майор Скрипко, В'ячеслав Володимирович[3]